# Yusuf Demir
Yusuf Demir (ur. 2 czerwca 2003 w Wiedniu) – austriacki piłkarz występujący na pozycji pomocnika w szwajcarskim klubie FC Basel, na wypożyczeniu z Galatasaray SK.

## Lata młodzieńcze
Yusuf Demir urodził się 2 czerwca 2003 w Wiedniu. Jego rodzice są Turkami i pochodzą z Trabzonu.

## Kariera klubowa

### Rapid Wiedeń
26 maja 2019 roku Yusuf Demir podpisał swój pierwszy profesjonalny kontrakt z Rapidem Wiedeń. 14 grudnia 2019 roku zadebiutował w wygranym 3-0 meczu austriackiej Bundesligi przeciwko Admirze Wacker. Demir zdobył swoją pierwszą bramkę, mając 17 lat, 3 miesiące i 13 dni, w meczu Rapidu Wiedeń przeciwko KAA Gent, rozgrywanym w ramach trzeciej rundy eliminacji Ligi Mistrzów. Spotkanie zakończyło się porażką Rapidu Wiedeń 1–2.

### FC Barcelona
9 lipca 2021 roku, FC Barcelona ogłosiła wypożyczenie Yusufa Demira z Rapidu Wiedeń na okres jednego sezonu za 500 tysięcy euro. Hiszpański klub zagwarantował sobie możliwość wykupienia zawodnika w przyszłości za 10 milionów euro. Demir zadebiutował w zespole 21 lipca 2021 roku w wygranym 4–0 towarzyskim meczu przeciwko Gimnàstic Tarragona. 13 stycznia 2022 Barcelona ogłosiła skrócenie wypożyczenia Yusufa, który wrócił do Rapidu Wiedeń.

## Kariera reprezentacyjna
Demir jest młodzieżowym reprezentantem Austrii. Swój debiut w seniorskiej kadrze zaliczył 28 marca 2021 roku w meczu przeciwko Wyspom Owczym w ramach eliminacji do Mistrzostw Świata 2022. Spotkanie zakończyło się wynikiem 3–1 dla Austrii.